# Saison 6 de Nip/Tuck
 (février 2017).
Si vous disposez d'ouvrages ou d'articles de référence ou si vous connaissez des sites web de qualité traitant du thème abordé ici, merci de compléter l'article en donnant les références utiles à sa vérifiabilité et en les liant à la section « Notes et références ».
Chronologie
Saison 5
Cet article présente les dix-neuf épisodes de la sixième et dernière saison de la série télévisée américaine Nip/Tuck.

## Distribution

### Acteurs principaux
- Dylan Walsh (VF : William Coryn): Dr Sean McNamara
- Julian McMahon (VF : Arnaud Arbessier) : Dr Christian Troy
- John Hensley (VF : Vincent Barazzoni) : Matt McNamara
- Roma Maffia (VF : Frédérique Cantrel) : Liz Cruz
- Kelly Carlson (VF : Murielle Naigeon)  : Kimber Henry
- Joely Richardson (VF : Laurence Dourlens) : Julia McNamara

### Acteurs récurrents
- Rose McGowan (VF : Véronique Soufflet) : Theodora Rowe
- Mario López (VF : Jérôme Rebbot) : Dr Mike Hamoui
- Kelsey Batelaan (VF : Joséphine Ropion) : Annie McNamara
- Vanessa Redgrave (VF : Nadine Alari) : Dr Erica Noughton
- Gilles Marini (VF : Thomas Roditi) : Renaldo Panettiere
- Candis Cayne (VF : Isabelle Leprince) : Alexis Stone
- George Newbern (VF : Emmanuel Jacomy) : Dr Curtis Ryerson
- Melanie Griffith (VF : Dorothée Jemma) : Brandie, la mère de Kimber
- Melonie Diaz (VF : Audrey Sablé) : Ramona, la fiancée de Matt
- Famke Janssen (VF : Juliette Degenne) : Ava Moore

## Épisodes
| N° | #  | Titre                                                | Réalisation       | Scénario                     | Première diffusion                   |
| --- | -- | ---------------------------------------------------- | ----------------- | ---------------------------- | ------------------------------------ |
| 82 | 1  | Mea Culpa Don Hoberman                               | Brad Falchuk      | Ryan Murphy                  | États-Unis : 14 octobre 2009 sur FX  |
| Apprenant qu'il n'est pas malade, Christian souhaite divorcer de Liz qui refuse. Le cabine Troy/McNamara est également affaibli par la crise financière au même moment où Teddy demande Sean en mariage. |    |                                                      |                   |                              |                                      |
| 83 | 2  | La Lumière des ténèbres Enigma                       | John Stuart Scott | Lyn Greene et Richard Levine | États-Unis : 21 octobre 2009 sur FX  |
| Sean est de plus en plus affaibli par ses crises d'insomnie et les cachets qui le mettent en danger. Il propose avec Christian au docteur Mike Hamoui de devenir leur associé. Christian demande à Kimber, devenue esthéticienne dans un institut de beauté, de se lancer dans la vente de sex-toys basé sur le moulage de son pénis.                                                   |    |                                                      |                   |                              |                                      |
| 84 | 3  | Sang Sue Briggitte Reinholt                          | Dirk Craft        | Sean Jablonski               | États-Unis : 28 octobre 2009 sur FX  |
| Sean a épousé Teddy à Las Vegas, qui paraît beaucoup plus suspecte lorsqu'une femme l'interpelle sous un autre nom. Annie, la fille de Sean, est victime de crises d'angoisse qui la poussent à s'arracher les cheveux. Christian donne des conseils à Mike pour séduire Kimber |    |                                                      |                   |                              |                                      |
| 85 | 4  | La Veuve noire Jenny Juggs                           | Jesse Bochco      | Jennifer Salt                | États-Unis : 4 novembre 2009 sur FX  |
| Matt, braquant les banques déguisé en mime, est recherché par la police. Teddy propose à Sean et à ses enfants d'aller faire du camping et tente de les tuer avec des somnifères. |    |                                                      |                   |                              |                                      |
| 86 | 5  | Jumeaux parasites Abigail Sullivan                   | John Stuart Scott | Brad Falchuk                 | États-Unis : 11 novembre 2009 sur FX |
| Matt s'est fait tirer dessus par la police et se cache chez ses parents, Julia refaisant son apparition après la guérison de sa maladie. Matt demande à Kimber de fuir avec lui au Mexique. Sean découvre le vrai visage de Teddy, assassinée dans la forêt où elle a tenté de les empoisonner, et tente de se suicider.                                                                |    |                                                      |                   |                              |                                      |
| 87 | 06 | Une femme est un homme comme les autres Alexis Stone | Tim Hunter        | Hank Chilton                 | États-Unis : 18 novembre 2009 sur FX |
| Erica Noughton, la mère de Julia, s'est remariée et souhaite obtenir la garde d'Annie et de Connor à la suite de la tentative de suicide de Sean. Mike, amoureux de Kimber, la demande en mariage ce qui rend furieux Christian. |    |                                                      |                   |                              |                                      |
| 88 | 7  | La Fausse aux lions Alexis Stone II                  | John Stuart Scott | Ryan Murphy                  | États-Unis : 25 novembre 2009 sur FX |
| En prison, Matt est devenue la « fiancée » d'un détenu qui souhaite le garder comme petite amie et qu'il se fasse une poitrine. Erica découvre que son nouveau mari a des fantasmes malsains, ce qui permet à Julia de se venger d'elle. |    |                                                      |                   |                              |                                      |
| 89 | 8  | Baby Doll Lola Wlodowski                             | Eric Stoltz       | Lyn Greene et Richard Levine | États-Unis : 2 décembre 2009 sur FX  |
| Christian se remet en question notamment à propos de son corps, après avoir couché avec une amie obèse de Liz. Un couple souhaite ressembler aux poupées Barbie et Ken, Sean proposant à la femme de redécouvrir sa sexualité. |    |                                                      |                   |                              |                                      |
| 90 | 9  | Famille, je vous hais Benny Nilsson                  | John Stuart Scott | Sean Jablonski               | États-Unis : 9 décembre 2009 sur FX  |
| Christian a des problèmes d'argent et demande à Sean de l'aider financièrement. Sean découvre également que son frère est toujours vivant, venu au cabinet pour qu'il fasse disparaître les ravages de la drogue sur son visage. Christian opère un jeune homme qui souhaite ressembler à son père adoptif, lui rappelant son histoire avec son fils Wilbur.                            |    |                                                      |                   |                              |                                      |
| 91 | 10 | Le Prix de la liberté Wesley Clovis                  | Tate Donovan      | Jennifer Salt                | États-Unis : 16 décembre 2009 sur FX |
| Sean se voit proposer de faire une liposuccion à un prisonnier obèse condamné à mort, en échange de la liberté de son fils toujours en prison. Kimber annonce à Christian qu'elle est enceinte et il lui impose un dilemme : c'est lui ou le bébé. Un choix qui la pousse à avorter par amour.                                                                                          |    |                                                      |                   |                              |                                      |
| 92 | 11 | L'Enfance de l'art Dan Daly                          | Elodie Keene      | Ryan Murphy                  | États-Unis : 6 janvier 2010 sur FX   |
| Lorsque Christian, désormais marié à Kimber, reçoit un prestigieux prix, Sean se souvient de leur adolescence. Kimber veut redécorer leur cabinet et qu'inquiète de la fidélité de Christan. Un patient atteint du syndrome de Lesch-Nyhan s'auto-mutile et demande aux plasticiens une chirurgie reconstructive.                                                                       |    |                                                      |                   |                              |                                      |
| 93 | 12 | Apologie de la laideur Willow Banks                  | Tim Hunter        | Brad Falchuk                 | États-Unis : 13 janvier 2010 sur FX  |
| Agacée du comportement méprisant de Christian, Kimber séduit Sean. Christian refuse d'enlaidir une top model qui veut être physiquement plus ordinaire alors que Sean accepte de rajeunir un patient qui vient de sortir d'un coma pendant de longues années. |    |                                                      |                   |                              |                                      |
| 94 | 13 | Asphyxie érotique Joel Seabrook                      | Tate Donovan      | Brad Falchuk                 | États-Unis : 20 janvier 2010 sur FX  |
| Sean et Christian opèrent un homme défiguré après sa tentative de suicide. Le premier aide également un ancien ami humanitaire de fac à opérer le visage d'une jeune fille en pratiquant une opération pro-bono. Attristée par l'effondrement de son mariage avec Christian et la liaison avec Sean, et rejetée par Mike, Kimber se suicide.                                            |    |                                                      |                   |                              |                                      |
| 95 | 14 | Confusion des sentiments Sheila Carlton              | Craig Zisk        | Lyn Greene et Richard Levine | États-Unis : 27 janvier 2010 sur FX  |
| Sean se prépare à partir en Afrique avec Curtis, son ancien ami humanitaire alors que Christian fait connaissance avec Brandie Henry, la mère de Kimber qui s'est donnée la mort. Ils opèrent une femme dont la moitié du visage a été arrachée par un singe. |    |                                                      |                   |                              |                                      |
| 96 | 15 | Les Fossoyeurs de l'ombre Virginia Hayes             | Hank Chilton      | Hank Chilton                 | États-Unis : 3 février 2010 sur FX   |
| La fille d'Escobar Gallardo rend visite aux chirurgiens pour savoir la vérité sur la mort de son père. Ils opèrent une jeune femme qui ressemble beaucoup à Kimber et qui s'avère être une usurpatrice d'identité. |    |                                                      |                   |                              |                                      |
| 97 | 16 | Fontaine de jouvence Dr. Griffin                     | Tim Hunter        | Jennifer Salt                | États-Unis : 10 février 2010 sur FX  |
| Sean et Christian font le point sur leur relation et amitié en suivant une psychothérapie ensemble. |    |                                                      |                   |                              |                                      |
| 98 | 17 | Je t'aime, moi non plus Christian Troy II            | Diana Valentine   | Sean Jablonski               | États-Unis : 17 février 2010 sur FX  |
| Sean et Christian décident de commercialiser leur business, à la suite de leur interrogation sur la mort de la chirurgie esthétique. Anesthésié lors d'une opération, Christian se souvient de quelques femmes de son passé, des déceptions de Sean, le suicide de Kimber et rencontre son père biologique.                                                                             |    |                                                      |                   |                              |                                      |
| 99 | 18 | Pardonner l'impardonnable Edith and Walter Krieger   | Dirk Craft        | Brad Falchuk                 | États-Unis : 24 février 2010 sur FX  |
| Matt se prépare à se marier avec une femme qu'il aime lorsqu'Ava Moore réapparaît, venue pour faire opérer son jeune fils souffrant d'une leishmaniose cutanée. Julia revient à Los Angeles pour annoncer qu'elle va s'installer en Angleterre. Liz est enceinte. Un couple de Juifs souhaite faire disparaître leurs tatouages de déportés jusqu'à le mari révèle sa véritable nature. |    |                                                      |                   |                              |                                      |
| 100 | 19 | Le Sens du sacrifice Hiro Yishomura                  | John Stuart Scott | Ryan Murphy                  | États-Unis : 3 mars 2010 sur FX      |
| Un acteur porno japonais âgé souhaite être opéré pour son début de carrière dans les films pornos américains. Christian propose un marché à Ava : s'il opère son fils, elle restera loin de Matt. Julia s'inquiète pour l'état d'esprit de Sean. |    |                                                      |                   |                              |                                      |